# Elzeleberg

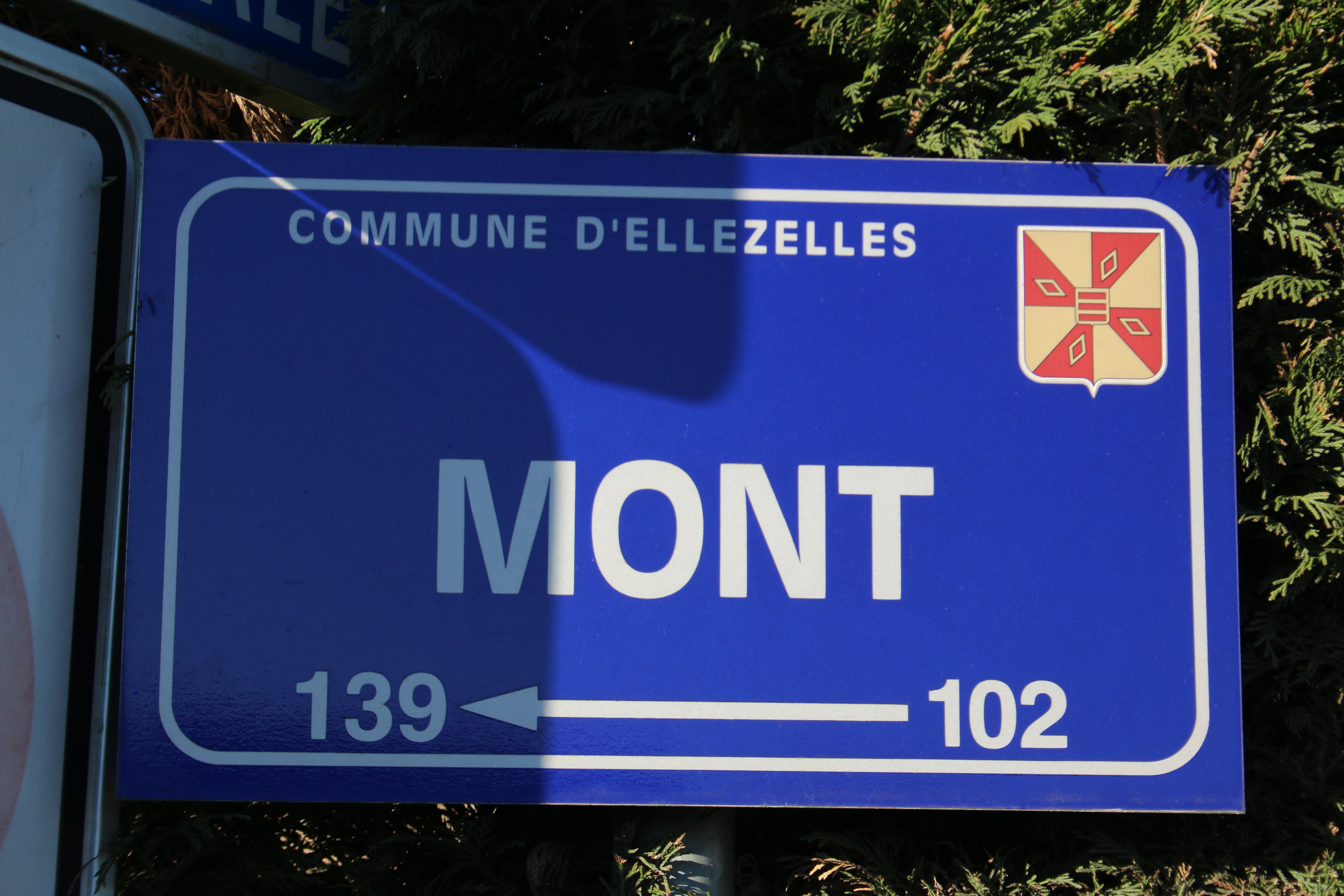

De Elzeleberg (Frans: Mont d'Ellezelles) is een heuvel gelegen in het gehucht Mont d'Ellezelles; dat deel uit maakt van de Belgische gemeente Elzele in de provincie Henegouwen.  De Elzeleberg maakt deel uit van het Waalse natuurpark Land van de Heuvels; wat landschappelijk gezien één geheel vormt met de net noordelijker gelegen Vlaamse Ardennen in Vlaanderen.

## Wielersport
De Elzeleberg is bekend van de gelijknamige klimroute van de Vloesberg, iets ten noordoosten van de top van de Hoppeberg. De voet van de klim ligt in Elzele, de top van de berg is gesitueerd op de doorgaande weg tussen Ronse en Brakel, in het gehucht. Middenin de helling bevindt zich een haarspeldbocht, hoogst uitzonderlijk voor deze streek.

### Beschrijving
De Elzeleberg werd in 2009 beklommen tijdens de wielertoeristentocht Rit van de Gouverneur. In 2014 werd ze opgenomen in de 5e etappe van de Eneco Tour en in het wedstrijdboek vermeld als 'Mont', aangezien de beklimming grotendeels verloopt via de straat met die naam.